# Joan Collins
Joan Collins (Londres, 23 de mayo de 1933) es una actriz y escritora británica. A lo largo de su carrera incursionó en cine, teatro y televisión. Filmó más de 60 películas y participó en más de 15 obras teatrales, pero es mundialmente conocida al protagonizar la serie televisiva Dinastía (1981-1989) en la cual desempeñaba el papel de la villana Alexis Colby. Logró imponer el nombre de su personaje como un símbolo de lujo, ostentación y un referente en la moda con sus atuendos y sombreros de ala enorme.
Su padre fue el agente teatral Joseph William Collins y su hermana menor fue la también escritora Jackie Collins.
En sus filmes, dirigidos por cineastas como Howard Hawks o Richard Fleischer, trabajó junto a reconocidos actores de Hollywood como Gregory Peck, Richard Burton, James Mason, Paul Newman, Robert Mitchum, Bette Davis y Bob Hope. Con experiencia en el teatro desde los 13 años de edad, en 2006 agotó las entradas para su espectáculo autobiográfico An Evening with Joan Collins, que retomó en 2009 para una gira en Estados Unidos.
Sus interpretaciones la hicieron acreedora de numerosos premios y reconocimientos. Por su trabajo en la serie Dinastía ganó un Globo de Oro y fue nominada varias veces al premio Primetime Emmy. Posee una estrella en el Paseo de la fama de Hollywood y recibe el tratamiento de Dame desde que fue nombrada por la reina Isabel II de Inglaterra como miembro de la DBE (Dama de la Orden del Imperio Británico).
Collins también es conocida por su trabajo como escritora. Sus novelas y libros de memorias han tenido también notable éxito, siendo traducidos a 30 idiomas y vendiendo unos 50 millones de unidades.
Es madrina de la modelo británica Cara Delevingne.

## Biografía

### Infancia y juventud
Collins nació en Paddington, Londres, el 23 de mayo de 1933. Su madre, Elsa Bessant, era una profesora de baile y animadora de clubes nocturnos. Su padre, Joseph William Collins, era un representante de artistas y trabajó, entre otros, para Shirley Bassey, The Beatles y Tom Jones. Joan tuvo por hermana a Jackie Collins, escritora de éxito, y un hermano, Bill Collins. Durante su preadolescencia estudió actuación en el London's Royal Academy of Dramatic Arts. A los 17 años, firmó un contrato con el estudio J. Arthur Rank Film Company.
Collins reveló en un documental para BBC que fue drogada y abusada en una primera cita por su primer esposo Maxwell Reed, con quien se casó «por vergüenza». Sufriría luego de violación conyugal y se divorciaría cuando Reed intentó prostituirla.

### Cine
Collins participó a lo largo de su carrera en más de 60 películas, rodadas en su mayoría en Estados Unidos y Reino Unido. Debutó en el cine en 1951 en el largometraje Lady Godiva Rides Again. 

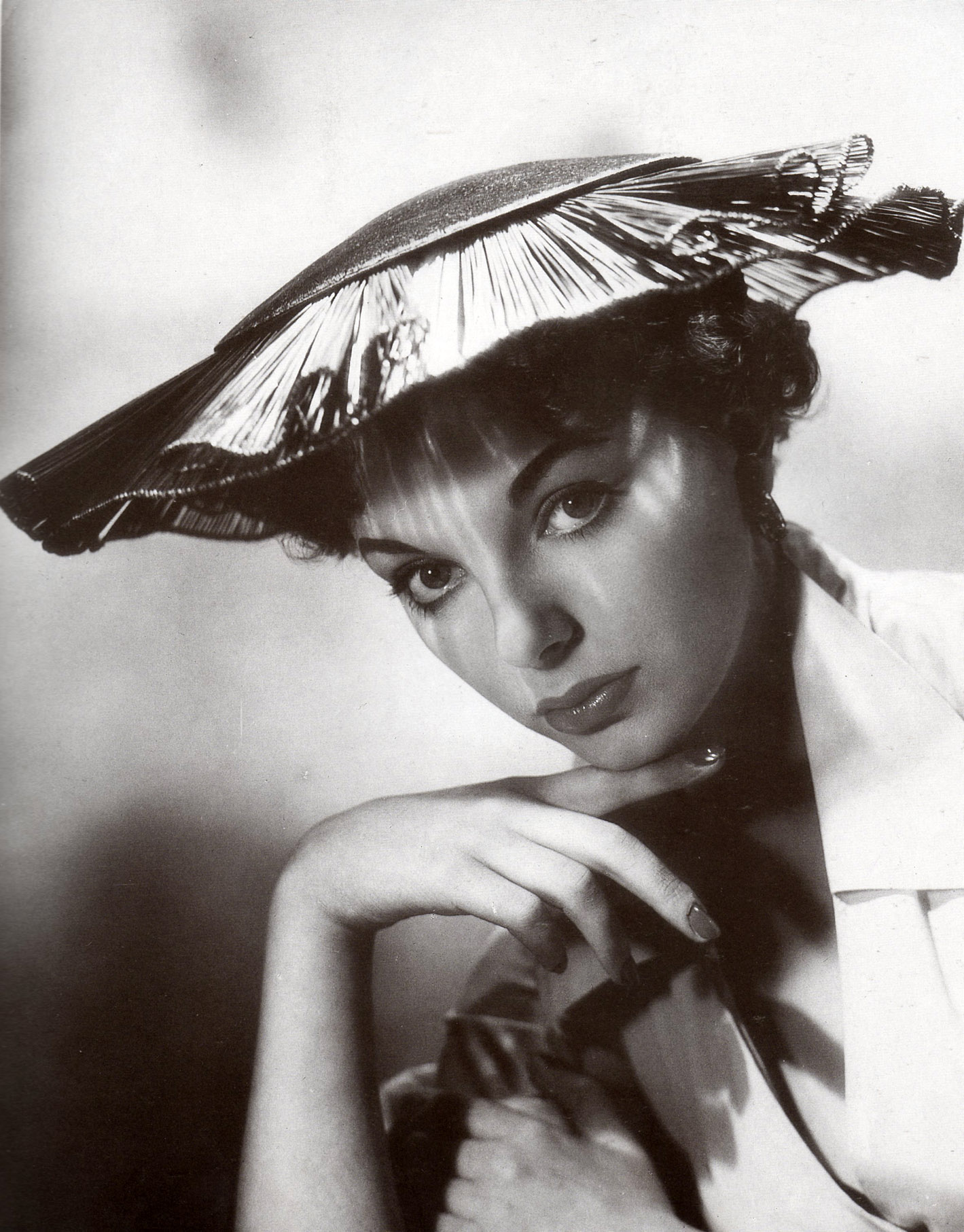
Joan Collins en In I Believe in You (1952)

A partir de 1955 residió en Estados Unidos, en nómina de la productora 20th Century Fox, cuando todavía las grandes compañías de Hollywood contrataban a sus estrellas en exclusiva. Allí Joan Collins rodó, entre otras películas: Tierra de faraones de Howard Hawks (1955), con Jack Hawkins; La muchacha del trapecio rojo de Richard Fleischer (1955), con Ray Milland; El favorito de la reina con Bette Davis; Island in the Sun (1957) con Harry Belafonte y Joan Fontaine; The Bravados (1958) con Gregory Peck; Stopover Tokyo con Robert Wagner; y Un marido en apuros con Paul Newman. 
Los últimos trabajos de Collins para la compañía Fox fueron el thriller Seven thieves (1960), donde trabajó con Edward G. Robinson, Rod Steiger y Eli Wallach, y la coproducción épica Esther and the King (1960). Luego trabajó en más filmes en Estados Unidos, como Dos frescos en órbita (1962) junto a Bob Hope y Bing Crosby. En 1965 se codeó con Vittorio Gassman en El millón de dólares (Hard Time for Princes), del director Ettore Scola.
Tras unos años más dedicados a la vida familiar, en los que trabajó mayormente en televisión, regresó al cine participando en películas de cine de terror como Miedo en la noche (1972) o La llamada del lobo (1974). En 1978 y 1979 protagonizó las adaptaciones cinematográficas de dos novelas escritas por su hermana Jackie Collins, The Stud y The Bitch; ambas producciones fueron grandes éxitos de taquilla, y en concreto The Stud recaudó 20 millones de dólares habiendo costado apenas 600.000. 
Pero el apogeo de Joan Collins como estrella popular se debe a la televisión y en especial a su papel como Alexis en la serie Dynasty, que ella reflotó en cifras de audiencia y que la mantuvo ocupada durante casi toda la década de 1980. Premiada con un Globo de Oro por este trabajo, al recoger el galardón Collins demostró su humor (y sarcasmo) al dar gracias a Sophia Loren porque había rechazado el papel.
En 1995 participó en una película británica: In the Bleak Midwinter (En lo más crudo del crudo invierno) de Kenneth Branagh. Allí trabajó como "Margaretta D'Arcy". En ese mismo año también participó en las películas Annie: A Royal Adventure! y Hart to Hart: Two Harts in 3/4 Time.
En 2000, tuvo un papel en la precuela de The Flintstones (Los picapiedras), titulada The Flintstones in Viva Rock Vegas (Los Picapiedra en Viva Rock Vegas). El largometraje recibió críticas negativas y no le fue bien comercialmente.

### Labor televisiva
De extensa trayectoria en la televisión, para la década de 1960 Joan Collins ya era conocida por sus trabajos en dicho medio, siendo partícipe en series televisivas como Star Trek, Batman (donde interpretó el personaje de la villana Sirena), The Virginian y The Danny Thomas Hour. 
Después realizó apariciones especiales en las series de televisión Ellery Queen, Switch y Space: 1999. En 1976 participó en dos episodios de la serie La mujer policía (Police Woman), protagonizada por Angie Dickinson, donde encarnó el papel de Lorelei Frank, y posteriormente participó en otras famosas series como Starsky & Hutch, Vacaciones en el mar y Hart y Hart y Dos tipos audaces -5 millas hasta medianoche-.
Entre 1981 y 1989, Collins logró captar la atención mundial cuando interpretó el papel de Alexis Carrington Colby en la serie dramática Dinastía (Dynasty) junto a John Forsythe, Linda Evans, Emma Samms, Stephanie Beacham, Jack Coleman y Heather Locklear. Collins ha sido la villana más famosa de la televisión norteamericana gracias a este rol; tan solo le pudo igualar el personaje de Angela Channing en Falcon Crest, interpretado por Jane Wyman. Dynasty fue muy popular a lo largo de sus sucesivas 8 temporadas, siendo en 1985 una de las series más vistas de la televisión estadounidense. 
La actuación de Collins recibió muy buenas críticas. Fue nominada seis veces consecutivas al premio Globo de Oro en la categoría de "Mejor actriz de una serie de drama" entre los años 1981 y 1987; lo ganó en 1983. En 1985 ganó el premio People's Choice en la categoría de "Actriz favorita de televisión". Durante este período, también participó en las películas para televisión Paper Dolls (1982), The Wild Women of Chastity Gulch (1982), Making of a Male Model (1983) con Jon-Erik Hexum y Her Life as a Man (1984).
Tras la finalización de la serie Dynasty (Dinastía), Collins actuó en la película para televisión Red Peppers de 1991. En ese mismo año actuó junto al reparto de Dynasty en la película de reunión, titulada Dynasty: The Reunion (Dinastía: La reunión). En 1993 participó en la comedia de televisión Roseanne; allí desempeñó el papel de "Ronnie", tía del personaje de Roseanne Barr.
En 1996, Collins participó en un episodio de la serie The Nanny (La niñera), donde interpretó el papel de "Joan Sheffield", suegra del personaje de Fran Drescher. En 1997, protagonizó junto a Elizabeth Taylor, Shirley Mc Laine y Debbie Reynolds la comedia These Old Broads (Esas chicas fabulosas). Después participó en varias series de televisión, como The Guiding Light, Slavery and the Making of America y Hotel Babylon (Hotel Babilonia), entre otras. En 2015-16 participa en la serie The Royals, protagonizada por Elizabeth Hurley.

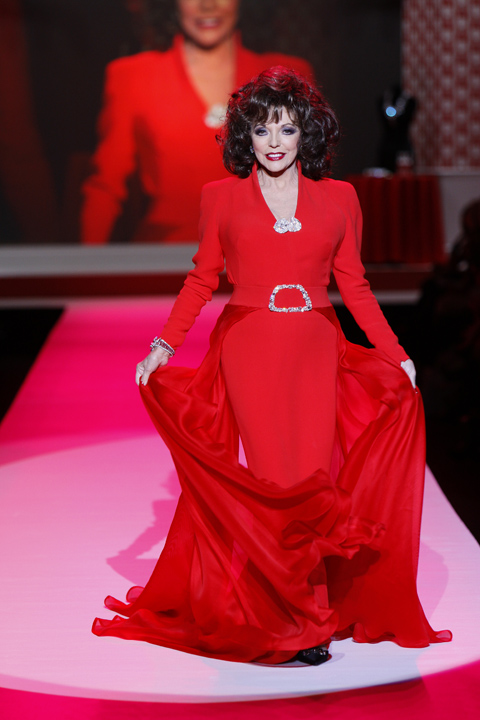
Collins en 2010

Además, durante los últimos años se ha mantenido presente mediante campañas publicitarias de productos de moda y belleza, así como con apariciones (pagadas) como invitada en televisión y en actos públicos. Sus novelas y libros de memorias han tenido también notable éxito, siendo traducidos a 30 idiomas y vendiendo unos 50 millones de unidades.

### Vida privada
Contrajo matrimonio con Maxwell Reed y más tarde con Anthony Newley, dejando en esa época apartada su carrera artística. Está casada desde 2002 con Percy Gibson.

## Trayectoria

### Series de televisión
| Año       | Serie                             | Canal     | Personaje                             | Notas         |
| --------- | --------------------------------- | --------- | ------------------------------------- | ------------- |
| 1964      | The Human Jungle                  | ABC       | Liz                                   | 1 episodio    |
| 1966      | Alma de acero                     | NBC       | Gilian Wales                          | 1 episodio    |
| 1966      | El agente de CIPOL                | NBC       | Bibi De Chasseur / Rosy Shlagenheimer | 1 episodio    |
| 1967      | Star Trek                         | NBC       | Edith Keeler                          | 1 episodio    |
| 1967      | El virginiano                     | NBC       | Lorna Marie Marshall                  | 1 episodio    |
| 1967      | Batman                            | ABC       | The Siren                             | 2 episodios   |
| 1967      | The Danny Thomas Hour             | NBC       | Myra                                  | 1 episodio    |
| 1969      | Misión: Imposible                 | CBS       | Nicole Vedette                        | 1 episodio    |
| 1972      | Los persuasores                   | ITV       | Sidonie                               | 1 episodio    |
| 1973      | Orson Welles' Great Mysteries     | ITV       | Jane Blake                            | 1 episodio    |
| 1975      | Ellery Queen                      | NBC       | Lady Daisy Frawley                    | 1 episodio    |
| 1975      | Switch                            | CBS       | Jackie Simon                          | 1 episodio    |
| 1975      | Espacio: 1999                     | ITV       | Kara                                  | 1 episodio    |
| 1976      | Baretta                           | ABC       | Lynn Stiles                           | 1 episodio    |
| 1976      | La mujer policía                  | NBC       | Lorelei Frank / Prudence Clark        | 2 episodios   |
| 1976      | Tráficantes de dinero             | NBC       | Avril Devereaux                       | 2 episodios   |
| 1976      | Gibbsville                        | NBC       | Andrea Cooper                         | 1 episodio    |
| 1977      | Viaje fantástico                  | NBC       | Queen Halyana                         | 1 episodio    |
| 1977      | Future Cop                        | ABC       | Eve Di Falco                          | 1 episodio    |
| 1977      | Starsky y Hutch                   | ABC       | Janice                                | 1 episodio    |
| 1979-1980 | Tales of the Unexpected           | ITV       | Varios personajes                     | 3 episodios   |
| 1980      | La isla de la fantasía            | ABC       | Lucy Atwell                           | 1 episodio    |
| 1981-1989 | Dinastía                          | ABC       | Alexis Carrington                     | 194 episodios |
| 1983      | Vacaciones en el mar              | ABC       | Janine Adams                          | 1 episodio    |
| 1983      | Cuentos de hadas                  | ABC       | Madrastra / Bruja                     | 1 episodio    |
| 1986      | Pecados                           | CBS       | Helene Junot                          | 3 episodios   |
| 1986      | Monte Carlo                       | CBS       | Katrina Petrovna                      | 2 episodios   |
| 1991      | Tonight at 8.30                   | BBC       | Varios personajes                     | 8 episodios   |
| 1991      | Dinastía: La reunión              | ABC       | Alexis Carrington                     | 2 episodios   |
| 1993      | Roseanne                          | ABC       | Ronnie                                | 1 episodio    |
| 1996      | La niñera                         | CBS       | Joan Sheffield                        | 1 episodio    |
| 1997      | Pacific Palisades                 | FOX       | Christina Hobson                      | 7 episodios   |
| 2000      | Will y Grace                      | NBC       | Helena Barnes                         | 1 episodio    |
| 2002      | Guiding Light                     | CBS       | Alexandra Spaulding                   | 7 episodios   |
| 2005      | Slavery and the Making of America | PBS       | Reenactor                             | 1 episodio    |
| 2006      | Hotel Babylon                     | BBC One   | Lady Imogen Patton                    | 1 episodio    |
| 2006      | Mujeres de futbolistas            | ITV       | Eva de Wolffe                         | 2 episodios   |
| 2009      | Agatha Christie's Marple          | ITV       | Ruth Van Rydock                       | 1 episodio    |
| 2010      | Verbotene Liebe                   | Das Erste | Lady Joan                             | 3 episodios   |
| 2010      | Reglas de Compromiso              | CBS       | Bunny Dumbar                          | 1 episodio    |
| 2014-2017 | Benidorm                          | ITV       | Crystal Hennessy-Vass                 | 4 episodios   |
| 2015-2018 | The Royals                        | E!        | The Grand Duchess                     | 7 episodios   |
| 2018      | American Horror Story             | FX        | Evie Gallant/Bubbles Mcgee            | 3 episodios   |
| 2019      | Hawaii Five-0                     | CBS       | Amanda Sauvage                        | 1 episodio    |

## Honores
Collins fue nombrada Oficial de la Orden del Imperio Británico (OBE) en 1997 por los servicios a las artes dramáticas y Dama Comendadora de la Orden del Imperio Británico (DBE) en el año nuevo año 2015 con Honores, por sus servicios a la caridad.
El destacado modista peruano Gerardo Privat, en una de sus entrevistas expresó que las vestimentas de Collins era una de sus más grandes inspiraciones para confeccionar sus trajes femeninos de gala.